# Komosa ryżowa
Komosa ryżowa (Chenopodium quinoa Willd.) – gatunek rośliny jednorocznej; w różnych systemach klasyfikacyjnych zaliczany do rodziny komosowatych lub szarłatowatych. Uprawiany w Ameryce Południowej. Jest blisko spokrewniona z pospolicie występującą w Polsce komosą białą (Chenopodium album). W Polsce notowano dawniej jej występowanie w okolicach Gubina. Status gatunku we florze Polski: efemerofit.
Pochodzi z Ameryki Południowej, gdzie jest uprawiana od 3–5 tysięcy lat. Była podstawowym pokarmem w państwie Inków na obszarach górskich, gdzie zastępowała kukurydzę. Tradycyjnie władca inkaski corocznie wysiewał pierwsze nasiona. Po podboju państwa Inków przez Hiszpanów wprowadzano uprawę pszenicy i jęczmienia, przez co znaczenie komosy w regionie zmalało. Współcześnie ponownie na wyżej położonych obszarach w Ameryce Południowej jest główną rośliną uprawną, a wprowadzana jest do upraw także w Ameryce Północnej i w Europie.

## Morfologia

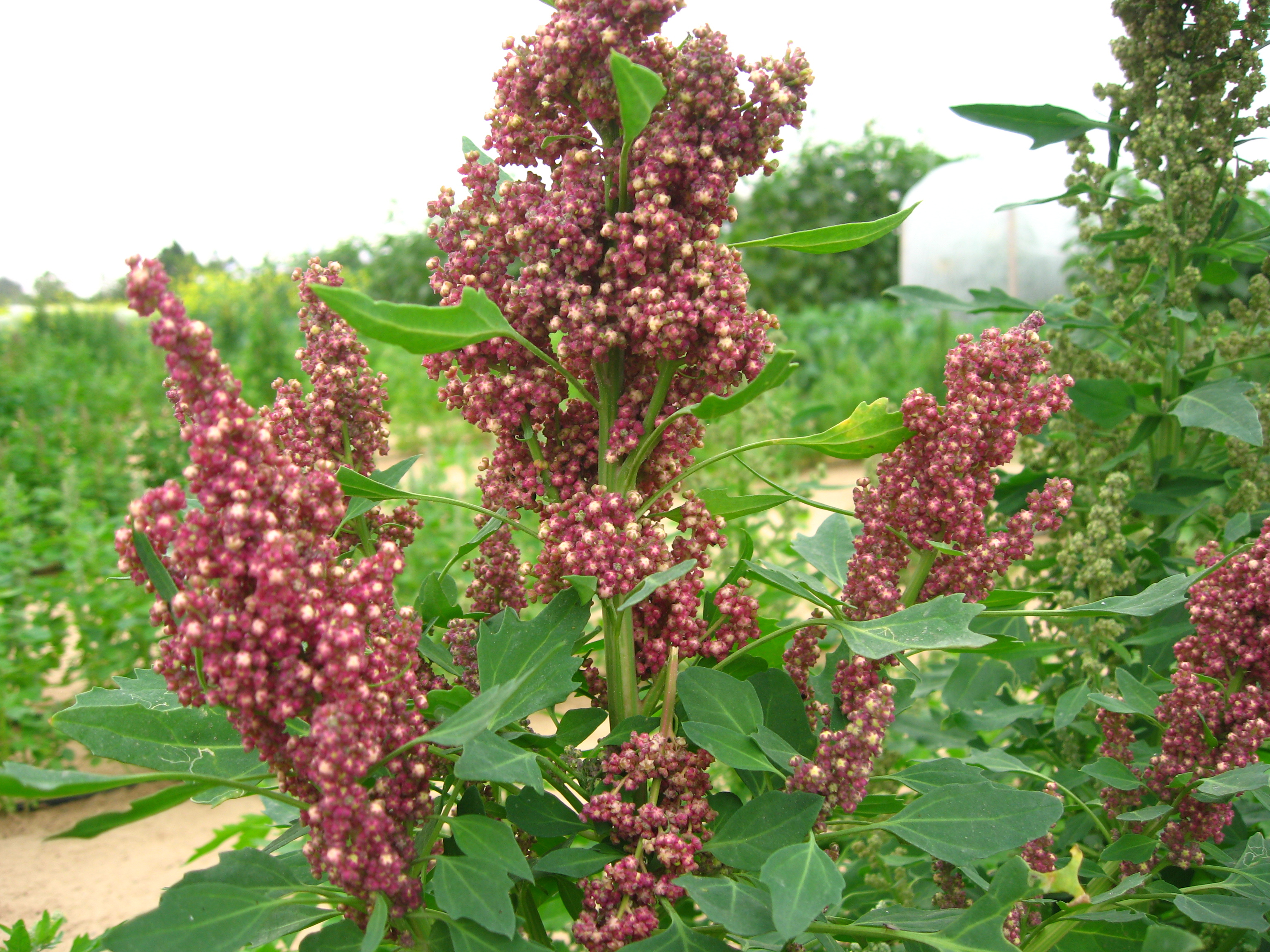
Różowe kwiatostany komosy ryżowej

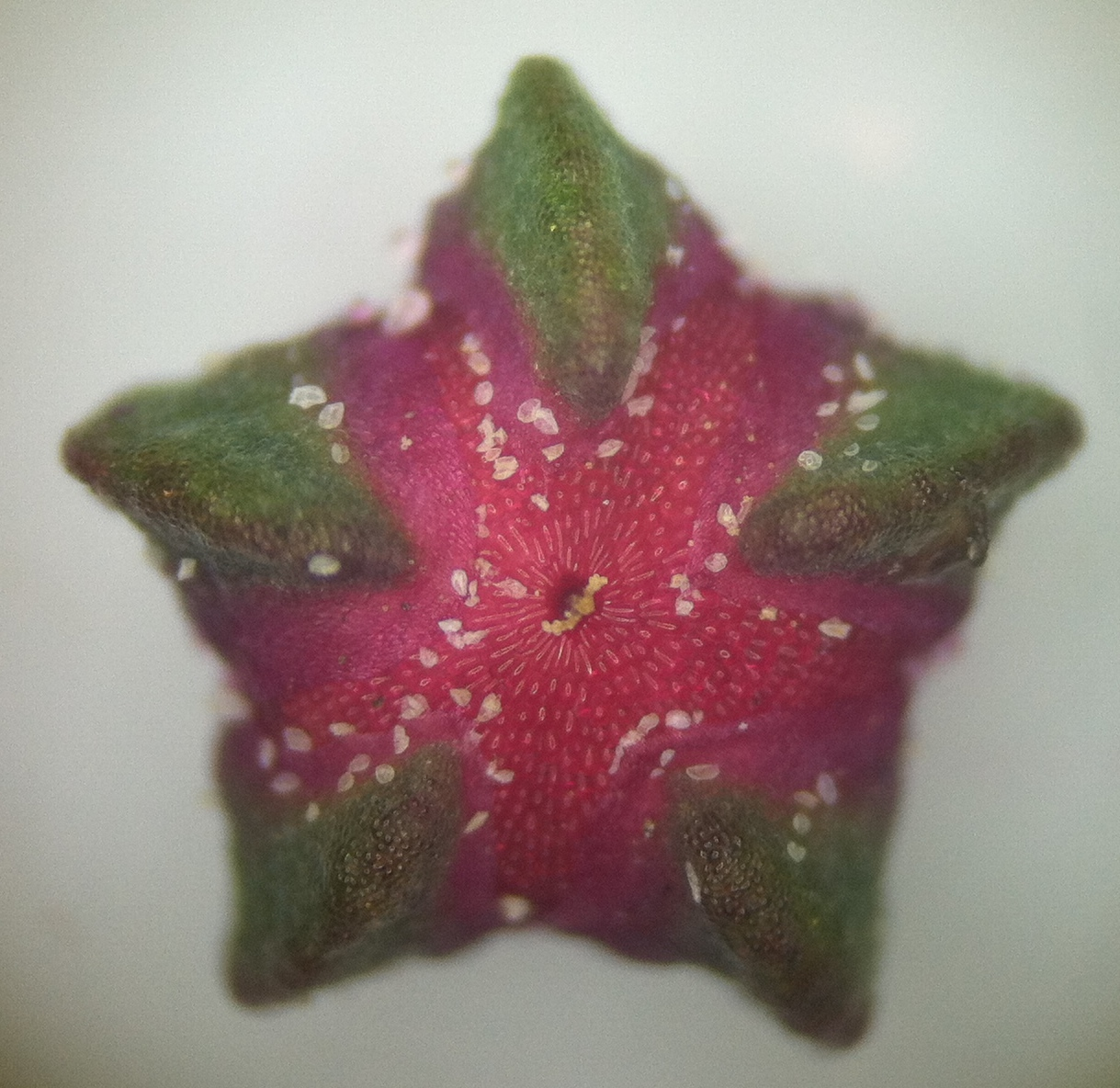
Nasiono komosy ryżowej (odmiany czarnej) na wczesnym etapie rozwoju, ujęte zielonymi listkami okwiatu.

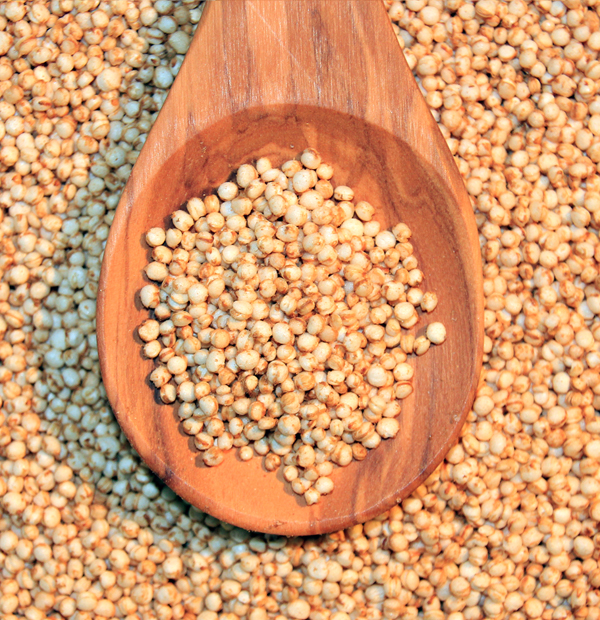
Nasiona komosy ryżowej

ŁodygaWzniesiona, prosta, dość gruba osiągająca średnio 1,5 m (przedział od 0,5–3 m). Często jest krwiście czerwona, jej kolor jest determinowany genetycznie. Zielone mogą stać się białe, żółte, pomarańczowe lub czerwone gdy osiągną dojrzałość; fioletowe mogą stać się żółtymi lub pozostać fioletowe, zaś czerwone nie zmieniają swojego koloru gdy osiągają dojrzałość. Przy rozgałęzieniach robi się bardziej kanciasta. Jej średnica osiąga od 2,5 cm do nawet 20 cm. W środku jest gąbczasta, bogata w pektyny i celulozę, przez co może być używana do produkcji papieru. W zależności od odmiany może być rozgałęziona bądź mieć tylko jedną, główną gałąź.
KwiatyRóżowe, 5-krotne, o wolnych listkach okwiatu z 1 słupkiem i 5 przyrośniętymi do okwiatu pręcika, osiągają wielkość do 3 mm po rozkwitnięciu. Zebrane w kwiatostany typu wiecha lub grono, kwiaty mogą być upakowane zwarto lub luźno, w zależności od odmiany, osiągają 30–50 cm w długości i 5–30 cm w szerokości. Z jednego kwiatostanu można uzyskać nawet do 500 g ziaren.
LiścieSzeroko trójklapowe o środkowej klapie szerokotrójkątnej, gruboząbkowane.Po osiągnięciu dojrzałości robią się żółte lub czerwone, w zależności od odmiany. Dojrzałe liście są grube i mięsiste. Na tej samej roślinie możemy znaleźć liście w kształcie rombu (zazwyczaj te na górze) lub lancetowate (przy kwiatostanach). Dolną część pokrywają włoski z białymi lub czerwonymi ziarnistymi pęcherzykami. Liście zawierają dużo szczawianu wapnia, które tworzą barierę ochronną na powierzchni i pozwalają roślinie lepiej pobierać wilgoć i chronią przed mrozem.
OwoceOwoce suche, typu niełupka, otoczone cienką warstwą owocni, w której znajdują się saponiny. Nasiona o średnicy 1,1–2,5 mm, u uprawianych form różnobarwne. Na powierzchni mają ostrokanciaste, głębokie i gęsto rozmieszczone plastrowate dołki.

## Biologia

### Cechy fitochemiczne
Nasiona komosy ryżowej zawierają substancje z grupy saponin, które nadają gorzki smak. Dla celów komercyjnych usuwa się saponiny z nasion, poddając obróbce mechanicznej (w specjalnej młocarni) lub poprzez płukanie w wodzie. Goryczka stanowi ochronę przed roślinożercami, dzięki czemu nie wymaga zbyt wielkiej ochrony podczas uprawy. W celu usunięcia gorzkiego smaku saponin, próbuje się selektywnego kojarzenia różnych szczepów i prowadzone są badania inżynierii genetycznej.
Właściwości toksyczne saponin zawartych w komosie ryżowej określone są jako średnio drażniące oczy i układ oddechowy oraz lekko drażniące układ pokarmowy. W Ameryce Południowej saponin używa się do prania ubrań, mycia naczyń i jako środek odkażający na rany.

### Genetyka
Genom komosy ryżowej został zmapowany przez badaczy z King Abdullah University of Science and Technology w Arabii Saudyjskiej w 2017 r. Jest to roślina tetraploidalna. Introdukcja tego gatunku do siedlisk innych niż natywne (Europa, Ameryka Północna) zwiększa jej różnorodność genetyczną. Korelacja między warunkami środowiska a tempem zmian genetycznych sugeruje, iż na powstawanie nowych odmian może mieć wpływ gradient temperatury i dostępności wody. Wieloletnia uprawa komosy ryżowej przez ludzi miała wpływ na zmienność genetyczną rośliny, która wyewoluowała przez sporadyczne wymiany nasionami między kupcami.  Obecnymi trendami w inżynierii genetycznej jest zwiększenie wydajności plantacji, zwiększenie jej tolerancji na ciepło i czynniki środowiskowe oraz zmniejszanie ilości saponin. Coraz popularniejsze są również starania o utrzymanie zmienności genetycznej, żeby zachować naturalną zdolność do adaptacji do różnorodnych czynników środowiska.

### Wartości odżywcze
Surowe nasiona komosy ryżowej (zwane quinoa lub ryżem peruwiańskim) zawierają 64% węglowodanów, 13% wody, 14% protein i 6% tłuszczu. Są dobrym źródłem błonnika, białek i witamin grupy B.
Po ugotowaniu zawierają 72% wody, 21% węglowodanów, 4% białka i 2% tłuszczu, obniżeniu ulegają wartości odżywcze. 100 g ugotowanej komosy ryżowej to 149 kcal. Zawierają dużo magnezu i fosforu.
Komosa ryżowa nie zawiera glutenu i jest łatwostrawna. NASA prowadzi nad nią badania w celu ustalenia użyteczności podczas długotrwałych lotów załogowych.

## Odmiany
W Ameryce Południowej głównymi odmianami są:
- odmiana dolinowa (ang. valley quinoa) – porasta doliny, wysokości od 2000 do 3000 m n.p.m.
- odmiana górska (ang. highland quinoa) – rośnie w okolicach Jeziora Titicaca.
- odmiana solniskowa – rodzima dla regionów solnisk w Boliwii.
- odmiana poziomu morza (ang. sea level quinoa) – rośnie w południowym Chile.
- odmiana subtropikalna - występuje w andyjskich dolinach w Boliwii.

Najbardziej popularne komercyjnie są odmiany Kancolla quinoa i Blanca de Junín. Mają białe nasiona, zostały wyselekcjonowane w Peru w 1950 r. Pierwsza odmiana zawiera saponiny, druga zaś jest uznawana za słodką, gdyż ma niewielką ich zawartość (poniżej 0,11%). Innymi popularnymi są odmiany Witulla i Pasancalla, mające charakterystyczny, różowo-brązowy kolor nasion. 

## Wpływ na zdrowie
Komosa ryżowa znajduje swoje zastosowanie w medycynie i jej spożywanie ma pozytywny wpływ na zdrowie. Zawiera flawonoidy, które są naturalnymi przeciwutleniaczami roślinnymi. Szczególnie przebadanymi są kwercetyna i kemferol. Okazuje się, że komosa ryżowa ma znaczne ilości tych związków, zawiera więcej kwercetyny niż np. żurawina. Jest świetnym źródłem białka. Zawiera aminokwasy egzogenne, których organizm nie jest w stanie syntezować i musi przyjmować z dietą, między innymi lizynę, rzadko spotykaną w zbożach.  Dzięki temu może być stosowana jako zamiennik mięsa w dietach roślinnych. Ma również niski indeks glikemiczny, więc zapewnia uczucie sytości na dłużej, więc może być pomocna przy zwalczaniu otyłości. Pomimo dużych ilości pierwiastków takich jak magnez, potas, cynk i żelazo, zawiera również kwas fitowy, który wiąże się z nimi i może obniżyć wchłanialność. Można się go pozbyć poprzez wykiełkowanie nasion komosy lub moczenie ich w wodzie, zwiększy to dodatkowo ilość przeciwutleniaczy. Badanie przeprowadzone na zdrowych ochotnikach wykazało, że włączenie komosy ryżowej do diety skutkowało zmniejszeniem stężenia glukozy i insuliny we krwi (w badaniu nie brały udział osoby chore na cukrzycę).

## Uprawa

### Wymagania klimatyczne
Wymagania komosy ryżowej mogą się istotnie różnić w zależności od odmiany. Może występować nawet do 4000 m n.p.m., jednak optymalnym zakresem do uprawy jest 2500–4000 m n.p.m. Zakres temperatur w jakich komosa może być uprawiana waha się nawet od -4 °C do 35 °C. Rośliny są istotnie wrażliwe na niskie temperatury w zasadzie tylko podczas kwitnienia. Mroźne letnie dni i noce, występujące w Andach, prowadzą do sterylizacji pyłku przez co nie dochodzi do zapylenia. Zakres tolerancji opadów deszczu waha się w granicach od 300 do 1000 mm w zależności od odmiany. Rozwija się optymalnie w deszczowych warunkach podczas początkowego wzrostu i braku deszczu w trakcie dojrzewania nasion i zbioru.

### Siew
Najlepszym podłożem do uprawy komosy są gleby piaszczyste, dobrze osuszone, zawierające niewielkie ilości składników odżywczych, o umiarkowanym zasoleniu, najlepsze pH gleby waha się od lekko kwaśnego do lekko zasadowego między 6 a 8,5.

### Zbiory

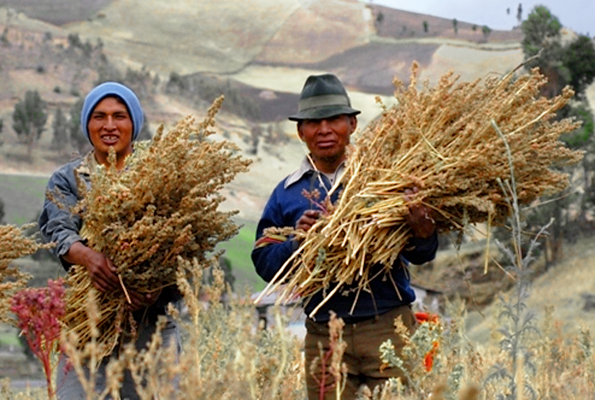
Tradycyjny zbiór komosy ryżowej

Ziarna komosy ryżowej są tradycyjnie zbierane ręcznie, rzadko kiedy używa się maszyn. Związane jest to z dużymi różnicami w czasie osiągania dojrzałości rośliny. Każdy kwiatostan dojrzewa w innym momencie życia rośliny, więc okresy zbioru muszą być dokładnie dopasowany do cyklu życia tak, by uniknąć strat. Wielkość zbioru i wydajność plantacji jest porównywalna do pszenicy. W regionie Andów osiąga wielkości od 3 ton na hektar do nawet 5t/ha. W Stanach Zjednoczonych odmiany były specjalnie wyselekcjonowane tak, żeby zminimalizować różnice w osiąganiu dojrzałości roślin. Dzięki temu mogą być tam zbierane z użyciem maszyn. 

### Produkcja
| Produkcja komosy ryżowej w 2011 (w tys. ton) | Produkcja komosy ryżowej w 2011 (w tys. ton) |
| -------------------------------------------- | -------------------------------------------- |
| Peru                                         | 41,17                                        |
| Boliwia                                      | 38,26                                        |
| Ekwador                                      | 0,82                                         |
| Razem                                        | 80,25                                        |
| Źródło: FAO                                  |                                              |

Komosa ryżowa jest uprawiana w USA w wysoko położonych obszarach koło San Luis, dokąd została sprowadzona w 1983. W Europie komosa ryżowa jest uprawiana w niektórych państwach, jak np.: Niemcy, Francja, Belgia, Holandia, Anglia czy Hiszpania.

## 2013 rokiem komosy ryżowej

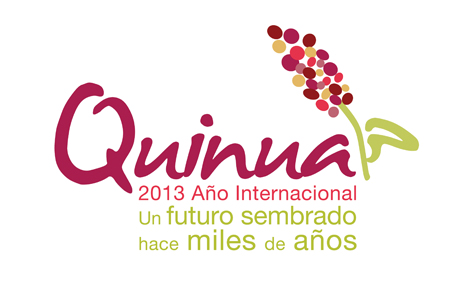
2013 – rok komosy ryżowej

Zgromadzenie Ogólne Organizacji Narodów Zjednoczonych zadeklarowało rok 2013 rokiem komosy ryżowej, upamiętniając dawnych mieszkańców Andów, którzy zaczęli uprawiać komosę ryżową i zachowali ją jako dziedzictwo dla przyszłych pokoleń. Głównym celem kampanii było zwrócenie uwagi świata na rolę, jaką komosa ryżowa może odegrać. Wobec stale rosnącej populacji ludzi i w kontekście zmian klimatycznych, ma być ona alternatywą dla krajów borykających się z problemem głodu i niedożywienia. Jest to jeden z milenijnych celów rozwoju, sporządzonych przez Organizację Narodów Zjednoczonych.